# Hicham Aâboubou
Hicham Aâboubou, né le 19 mai 1978 à Khénifra, au Maroc, est un joueur de football (soccer) marocain,. Il évolue au poste de défenseur.

## Biographie
Il commence sa carrière avec Khenifra, au Maroc, en jouant avec l'équipe junior de 1992 à 1994. En 1994, il rejoint le Kawkab de Marrakech, en commençant à jouer pour l'équipe junior puis finalement pour l'équipe senior A, où il évolue jusqu'en 2001. En 2001-2002, il joue pour le Mouloudia Club d'Oujda avant d'être transféré, encore une fois, au Kawab de Marrakech. Jouant pour l'équipe A du KACM de 2002 à 2006, il compte deux buts en 48 parties.
En 2006, il rejoint les Dynamites de Laval (en) au Québec, club évoluant dans la Ligue canadienne de soccer. Il y inscrit 2 buts en 13 parties. Le 31 juillet 2006, il rejoint l'Impact de Montréal, ne jouant aucun match cette saison. Le 26 avril 2007, il resigne un contrat avec l'Impact de Montréal. Il fait ses débuts avec l'uniforme montréalais le 21 avril 2007 contre les Silverbacks d'Atlanta. Il est libéré par Montréal en février 2008 pour rejoindre les Carabins de l'Université de Montréal en étudiant à la Faculté d'arts et de sciences.
Le 28 juillet 2009, l'Impact de Montréal lui fait signer un contrat de 2 ans. À l'issue de la saison 2011, il n'est pas convié au stage de sélection pour la saison 2012 en MLS.
En 2016, il est engagé par le club de soccer québécois Coyotes de Fabrose. Il prend en charge l'équipe des 17 ans et moins de la Ligue de Soccer Élite du Québec(u17 AAA). Il dirige l'équipe de façon mémorable alors que l'équipe termine au premier rang avec une saison parfaite en accumulant 24 victoires en autant de matchs. La saison suivante, il prend en charge l'équipe des Jets de Points-Aux-Trembles des 18 ans et moins de la Ligue de Soccer Élite du Québec(u18 AAA).

## Statistiques en carrière
| Club                                 | Année | PJ | PD | MIN  | B  | P  | PTS | C  | E  |
| ------------------------------------ | ----- | -- | -- | ---- | -- | -- | --- | -- | -- |
| Impact de Montréal                   | 2006  | -- | -- | --   | -- | -- | --  | -- | -- |
| Impact Montréal                      | 2007  | 11 | 3  | 407  | 0  | 0  | 0   | 1  | 0  |
| Carabins de l'Université de Montréal | 2008  | -- | -- | --   | -- | -- | --  | -- | -- |
| Impact Montréal                      | 2009  | 6  | 3  | 281  | 0  | 0  | 0   | 0  | 0  |
| Impact Montréal                      | 2010  | 31 | 31 | 2751 | 0  | 0  | 0   | 0  | 0  |
| Impact Montréal                      | 2011  | 8  | 7  | 660  | 0  | 0  | 0   | 0  | 0  |